# Alan Lomax
Pour les articles homonymes, voir Lomax.
Alan Lomax, né le 31 janvier 1915 et mort le 19 juillet 2002, est un ethnomusicologue, folkloriste, musicologue et collecteur de musiques américain, connu pour avoir collecté la musique des États-Unis et des Caraïbes, et des nations européennes qui ont influencé cette musique. Il eut aussi une carrière d'interprète et de producteur, notamment pour Leadbelly (Huddie Ledbetter) et Woody Guthrie.
Il travailla dans plusieurs pays du monde et eut une carrière particulièrement longue de collecteur de musiques, en quantité comme en qualité, puisqu'il fit ses premiers enregistrements en 1933, en compagnie de son père, et ses derniers en 1985, soit un travail de 52 ans.

## Biographie
Alan Lomax est né le 31 janvier 1915 à Austin, Texas. Il est le fils de John Lomax, lui-même musicologue et folkloriste, et un des pionniers dans la collecte de chants et de musiques des États-Unis avec Robert Winslow Gordon à qui il succéda dans ce travail pour les archives sonores de la Bibliothèque du Congrès (Library of Congress). C'est avec son père qu'il commença sa carrière de collecteur dès 1933, à peine âgé de 18 ans, lorsque celui-ci proposa à la Bibliothèque du Congrès de se faire prêter un matériel d'enregistrement (studio mobile et disques vierges) en échange de quoi il se chargerait, avec sa famille – sa seconde épouse Ruby Terrill Lomax, son fils aîné John Jr. et ses deux filles Shirley et Bess –, d'enregistrer et de documenter des chants et musiques à travers tout le pays.
Les premiers enregistrements des Lomax se firent surtout dans les pénitenciers ainsi que dans des comtés ruraux du sud du pays (Kentucky, Louisiane, Mississippi, Tennessee, Texas, Arkansas, Caroline du Sud et Caroline du Nord) où ils recueillirent pour l'essentiel des chants de prisonniers noirs, mais aussi de travailleurs noirs des plantations du Sud et de travailleurs d'origine et de culture hispaniques.
L'intérêt initial des Lomax pour les chants de prisonniers noirs avait au moins trois causes. D'abord John Lomax supposait que dans cet environnement confiné avec des liens faibles avec l'extérieur où ils ne pouvaient compter que sur leurs propres ressources, ces chanteurs et musiciens pouvaient représenter une sorte de conservatoire des chants noirs du sud, comme il l'expliqua en 1933 :

« Laissés à leurs propres ressources pour leurs distractions, ils chantent encore, notamment les condamnés à de longues peines qui furent isolés de nombreuses années et n'ont pas encore été influencés par le jazz et la radio, les anciennes mélodies spécifiques aux Noirs »

— John Lomax, rapport annuel de Carl Engel, 1940.
La deuxième raison principale est l'hypothèse de John Lomax selon laquelle les musiques des noirs du Sud furent un élément prépondérant dans l'élaboration des styles musicaux propres aux États-Unis, une hypothèse confirmée par la suite par les musicologues folkloristes intéressés par le domaine.
La troisième raison, politique, est à la base de ce travail : John Lomax était un progressiste qui en tant que tel n'avait pas de réticences envers l'étude des musiques populaires produites par des groupes dépréciés (noirs du sud, blancs pauvres des Appalaches ou des monts Ozarks, populations hispanophones locales ou immigrées). Au-delà de sa valeur ethnographique et musicologique ce travail est donc comme une préfiguration des Cultural Studies : mettre en valeur des sous-cultures pratiquées par des populations défavorisées et déconsidérées par la culture dominante.
Alan Lomax participa aux premières expéditions de son père de 1933 à 1937 ; parallèlement il mena ses propres travaux à partir de 1935, seul ou avec Elizabeth Lyttleton Harold qu'il épousa en 1937. Il mena aussi des études en philosophie, couronnées en 1936 par un diplôme à l'université du Texas à Austin.
Il fut engagé par la Bibliothèque du Congrès en 1937, dont il devint le premier employé rémunéré de l'American Folklife Center en tant que assistant in charge. Durant cette période il continua ses collectes avec Elizabeth Lyttleton puis divers autres collaborateurs : Mary Elizabeth Barnicle, Helen Hartness Flanders, Zora Neale Hurston, George Pullen Jackson, Robert Liss, Pete Seeger, Jerome Wiesner.
Politiquement plus radical que son père, il fréquenta les milieux syndicalistes, et fut proche du parti communiste des États-Unis (CPUSA), ce qui explique son départ pour l'Europe à l'époque de la « chasse aux sorcières » associée au nom du sénateur Joseph McCarthy.
Parallèlement à son travail à la Bibliothèque du Congrès, Lomax commença ou poursuivit une carrière de producteur artistique, producteur de radio, éditeur et artiste. Il fut notamment à l'origine des carrières commerciales de nombreux artistes, principalement originaires du Sud des États-Unis, en tout premier Leadbelly (Huddie Ledbetter), qu'il enregistra pour la première fois avec son père en 1933, lors de leurs premières collectes au pénitencier d'État de Louisiane (également surnommé pénitencier d'État d'Angola), où il purgeait une peine pour tentative de meurtre. À la suite d'une pétition qu'ils remirent au gouverneur de Louisiane, les Lomax parvinrent à obtenir la grâce de Leadbelly, John Lomax s'engageant à l'employer comme chauffeur et homme à tout faire. Par la suite, Alan Lomax devint son producteur pour le disque et pour la scène.
Dans la période 1938-1950, d'abord comme producteur radiophonique à CBS puis, après guerre, comme producteur discographique dans le cadre de sa collaboration avec Decca Records, il contribua à promouvoir ces musiques auprès d'un plus large public. Parmi les artistes qu'il découvrit on peut citer The Soul Stirrers qu'il enregistra en 1936 pour la Bibliothèque du Congrès (un groupe de Gospel auquel appartint Sam Cooke au début de sa carrière, vers 1950), Sonny Terry (Saunders Terrell) en 1939, Muddy Waters (McKinley Morganfield) en 1941. Il soutint aussi la carrière de nombreux artistes de blues, de jazz ou de folk, tels Big Bill Broonzy, Memphis Slim, Sonny Boy Williamson (John Lee Williamson), Pete Seeger (avec qui il travailla pour la Bibliothèque du Congrès), Woody Guthrie. À partir de 1950 il commence aussi des collectes hors des Amériques, principalement en Europe occidentale.
Sa production livresque fut aussi assez abondante, et compte une vingtaine de titres et près de quarante volumes : essais de musicologie, compilations et anthologies, catalogues commentés, écrits seul ou, le plus souvent, en collaboration. Outre ces ouvrages, il a aussi beaucoup écrit d'articles et de nombreux livrets accompagnant ses productions discographiques, qui forment une partie non négligeable de ses travaux d'ethno-musicologie et de musicologie.
Il fut aussi l'auteur ou l'initiateur de plusieurs films pour le cinéma ou la télévision, et mit ses compétences dans le domaine au service de la collecte musicale, qu'il réalisa en vidéo de 1978 à 1985, le premier opus de la série American Patchwork Series qu'il en tira étant le célèbre The Land Where the Blues Began, sorti en 1979.
Enfin, tout au long de ces années, il fut aussi un important producteur discographique, éditant d'abord ses propres collectes et enregistrements ou ceux qu'il avait initiés, mais élargissant par la suite à d'autres sources, notamment pour le folklore des nombreux pays et continents qu'il n'avait pas lui-même parcourus.
De 1942 à 1944 il suspendit ses activités et s'engage dans l'armée, où il intègra d'abord l’Armed Forces Radio Service (le service radio des armées) pour lequel il produisit des émissions de musique folklorique américaine puis, en 1943, l’Office of War Information (le Bureau pour l'information de guerre) pour lequel il conçoit, avec des programmes pour soutenir le moral des troupes, comme Bound for Glory où se produisirent Sonny Terry et Woody Guthrie, et The Martins and The Coys, écrit par Elizabeth Lyttleton, où l'on entend Woody Guthrie, Burl Ives, Pete Seeger et les Lomax, et la série discographique, et la série Transatlantic Call : People to People, à destination des soldats envoyés en Europe.
En 1993, il fonda l'Association for Cultural Equity (ACE, Association pour l'égalité entre cultures), une association qui agira dans le cadre du département des Beaux-Arts du Hunter College à New York, et y sera responsable du Center for Cultural Equity dont l'objectif est « l'exploration et la conservation des traditions mondiales représentatives. » Ce centre permit aussi à Alan Lomax de trouver un lieu d'accueil pour ses archives et fut une « base logistique » qui lui permit de mettre en œuvre ce qui deviendra les Alan Lomax Archives et constitue, avec les archives de la Bibliothèque du Congrès, la base de l'Alan Lomax Collection publiée par l'éditeur Rounder Records.
En 1996 une grave attaque l'obligea à cesser ses activités. Il est mort six ans plus tard, le 19 juillet 2002) ; la même année il reçut un Grammy award pour l'ensemble de son œuvre. Il avait aussi reçu la National Medal of Arts (médaille nationale des Arts) en 1986 et se vit décerner un honorary doctorate of philosophy (doctorat honoris causa en philosophie) par l'Université Tulane en 2001.
Après sa mort, une grande partie du fonds Lomax de l'ACE fut versée à l'American Folklife Center de la Bibliothèque du Congrès en 2004 et réunie avec les travaux que John et Alan Lomax avaient réalisés pour cette institution. Cet ensemble constitue les Alan Lomax Archives.

### Le travail de collecte
Dès 1935 Alan Lomax élargit ses investigations : contrairement à son père qui collecta surtout dans les « États du Sud », le Dixieland et les États limitrophes, Alan commença des collectes dans les îles Caraïbes (Bahamas et Haïti), en Floride, puis de cette date à 1942 et de 1944 à 1949, dans le District de Columbia, en Nouvelle-Angleterre (Maryland, État de New York, New Hampshire, Vermont…), dans le Midwest (Illinois, Indiana, Ohio, Wisconsin…). Ses investigations aux États-Unis ne le menèrent en revanche pas vers l'Ouest américain ni les États du sud à l'ouest du Texas.
De 1950 à 1958 ses collectes se firent uniquement en Europe, mais sur une large aire : Îles britanniques, France, Espagne, Italie. À partir de 1959 et jusqu'en 1985, il revient sur son premier terrain, avec notamment, en 1962, une vaste collecte dans les Caraïbes (le Caribbean Voyage) qui lui permit de rendre compte de la très grande diversité culturelle et musicale de ce petit espace, avec un parcours des pays ou territoires de langue officielle anglaise, française, espagnole, créole ou néerlandaise, leurs multiples créoles à base française ou espagnole, leurs pidgins, leurs habitants d'ascendance multiples : indo-pakistanaise, africaine, européenne, chinoise, etc. Durant ces années il ne fit que deux séries de collectes hors des Amériques, l'une au Maroc en 1964, la seconde en Roumanie et en Russie en 1967.
À partir de 1978 et jusqu'en 1985 il mena une autre série de collectes, cette fois en vidéo, qui représente quelque 400 heures d'enregistrements. Une partie de sa filmographie des années 1950 et 1960 s'apparente aussi à de la collecte.

### La production discographique

#### Comme producteur et éditeur
La carrière de producteur et d'éditeur de disques d'Alan Lomax commence en 1939, avec la publication de Negro Sinful Songs par Leadbelly (Musicraft, 1939), que suit Dustbowl Ballads par Woody Guthrie (Victor, 1940) puis The Midnight Special, chants de prisonniers interprétés par Leadbelly (Victor, 1940). En 1942, il édite une série initiée par l'American Folklife Center, Folk Songs Of The United States, qui reprend une part du catalogue de la Bibliothèque et fait en cinq volumes le tour des styles musicaux représentés aux États-Unis et aux Bahamas. Les deux premiers volumes (Anglo-American Ballads et Anglo-American Shanties, Lyric Songs, Dance Tunes, and Spirituals) sont consacrés aux styles d'inspiration britannique, les deux suivants (Afro-American Spirituals, Work Songs, and Ballads etAfro-American Blues and Game Songs. Bahaman Songs) aux musiques afro-américaines, le dernier (French Ballads and Dance Tunes. Spanish Religious Songs and Game Songs) aux chants français, espagnols, cajuns et créoles du sud : Louisiane, Mississippi, Texas.
Après son engagement dans la seconde guerre mondiale, Lomax produisit en 1944 un coffret reprenant The Martins and the Coys, qu'il avait réalisé avec son épouse Elizabeth pour la radio de l'armée des États-Unis, un coffret édité par la BBC.
En 1947 il publie chez Circle Records The Saga of Mr. Jelly Lord, une série de 12 volumes 78 tours (45 disques rouge 30 cm, soit 90 faces devant tourner non en 78 tr/min mais autour de 85 tr/min pour une écoute juste), republiés en 33 tours microsillon en 1950, reprenant des interviews réalisées en 1938 au Coolidge Auditorium de la Bibliothèque du Congrès, qui rend hommage à Jelly Roll Morton et retrace son parcours. Ce travail représente probablement la première « biographie sonore » jamais réalisée concernant un musicien.
De 1947 à 1949 Alan Lomax, alors responsable de la musique populaire chez Decca, produit les American Folk Music Series pour le label Brunswick/Decca, un ensemble de 9 volumes. En 1949 aussi il édite Burl Ives – The Wayfaring Stranger pour Stinson.
Durant la décennie suivante (1950-1959) son travail de producteur et éditeur discographique s'articule sur ses collectes européennes complétées d'autres collectes en Europe, en Asie / Océanie et en Amérique du Sud, avec trois principales collections : Folk Songs Of Great Britain (10 volumes, 1950-1958), Folk Songs Of Spain (11 vol., 1952-1953), Columbia World Library Of Folk And Primitive Music (18 vol., 1955-1964).
De 1959 à 1964, Lomax se recentre sur les États-Unis, avec des collections (Southern Folk Heritage, 7 vol., 1959 ; Southern Journey, 12 vol., 1960), des albums de collectes récentes (Negro Prison Songs...) ou anciennes (Woody Guthrie: The Library of Congress Recordings, 1964...), des enregistrements de concerts (Folk Song Festival, 1959...) et un documentaire sonore d'intervention sociale, Freedom In the Air (1962), qui rend compte de la manifestation pour les droits civils de 1961 à Albany, Géorgie.
Il continuera son œuvre d'éditeur durant les deux décennies suivantes mais, du fait de ses activités multiples, elles se feront plus rares et ne compteront plus de séries. Durant cette période, il produisit des albums sur l'Italie, la Grande-Bretagne et les États-Unis.

#### Comme artiste
S'il a commencé sa carrière artistique dès les années 1930, et enregistré des chants et musiques pour la Bibliothèque du Congrès dès cette époque, Alan Lomax n'a pas d'œuvre discographique propre avant 1956. il participa, sous son nom, comme membre d'un groupe ou dans le cadre d'une anthologie, à huit disques, également répartis en 45 tours quatre titres et en albums 33 tours. Il y interprète des chants populaires (chansons de cow-boys, « skiffle », musiques et chants du Texas...). Cette brève carrière discographique d'interprète s'arrête en 1960.

## Discographie partielle
Pour une discographie exhaustive, on peut consulter les liens indiqués ci-dessous. Les éléments donnés ici concernent les travaux d'Alan Lomax comme collecteur et comme directeur de collections discographiques.

### Publications d'Alan Lomax
1. Folk Songs Of The United States (Library of Congress, 1942, 5 volumes). Compilation sélective commentée des archives sonores de l'American Folk Song de la Bibliothèque du Congrès.
  - Volume 1 : Anglo-American Ballads
  - Volume 2 : Anglo-American Shanties, Lyric Songs, Dance Tunes, and Spirituals
  - Volume 3 : Afro-American Spirituals, Work Songs, and Ballads
  - Volume 4 : Afro-American Blues and Game Songs. Bahaman Songs
  - Volume 5 : French Ballads and Dance Tunes. Spanish Religious Songs and Game Songs
2. The Saga of Mr. Jelly Lord. (Circle, 1947 pour l'édition en 78 t; republié en 33 t en 1950). Une biographie sonore de Jelly Roll Morton, première œuvre du genre pour un musicien de jazz et probablement pour un musicien en général. Reprend une grande partie des 54 disques qu'enregistra Alan Lomax en 1938 pour ce projet.
3. American Folk Music Series. (Brunswick/Decca, 1947–1949, 9 volumes de 10 disques 78 t chacun). Comme responsable de la musique folk chez Decca, Lomax publia cette série, constitue en partie de reprises du catalogue d'avant guerre de Decca, Vocalion et Brunswick, en partie de nouveaux enregistrements.
  1. Mountain Frolic
  2. Listen to Our Story – A Panorama of American Ballads
  3. Burl Ives: Ballads and Folk Songs (2 volumes)
  4. Richard Dyer-Bennett: Twentieth Century Minstrel
  5. John White: Ballads and Blues (2 volumes)
  6. Cousin Emmy: Kentucky Mountain Ballads
  7. Cowboy Dances
4. Folk Songs Of Great Britain (1950-1958, republié par Caedmon, 1961, 10 volumes). Compilation sélective et commentée des collectes faites par Alan Lomax et Peter Kennedy dans les Îles britanniques entre 1950 et 1958.
  - Volume 1: Songs of Courtship
  - Volume 2: Songs of Seduction
  - Volume 3: Jack of All Trades
  - Volume 4: The Child Ballads 1
  - Volume 5: The Child Ballads 2
  - Volume 6: Sailormen and Servingmaids
  - Volume 7: Fair Game and Foul
  - Volume 8: A Soldiers Life for Me
  - Volume 9: Songs of Ceremony
  - Volume 10: Songs of Animals and Other Marvels
5. Folk Songs Of Spain (Tradition, Westminster, vers 1955, 11 volumes). Compilation sélective et commentée des collectes faites par Alan Lomax en Espagne en 1952 et 1953.
  - Volume 1: Andalusia
  - Volume 2: Majorca & Ibiza
  - Volume 3: Jerez & Seville
  - Volume 4: Majorca & Aragon
  - Volume 5: Granada & Seville
  - Volume 6: The Spanish Basques
  - Volume 7: Eastern Spain & Valencia
  - Volume 8: Galicia
  - Volume 9 : Asturias & Santander
  - Volume 10: Castille
  - Volume 11: Leon & Extremadura
6. Columbia World Library Of Folk And Primitive Music (Masterworks, Columbia Records, 1955-1964, 18 volumes[5]). Compilation commentée de diverses collectes, dues à Alan Lomax et d'autres collecteurs. Cette collection est la première du genre, et on peut la qualifier comme la matrice de ce qui sera désigné, quelques décennies plus tard, comme world music. Alan Lomax fut le responsable éditorial du projet mais non le producteur de l'ensemble ; notamment, les volumes sur des domaines où il n'avait pas de compétences particulières furent généralement produits par leurs collecteurs.
  - Volume 1: Ireland (Enregistré et produit par Séamus Ennis et Alan Lomax)
  - Volume 2: French Africa (Enregistré par Henri Lhote, Andre Schaeffner et Gilbert Rouget; produit par Schaeffner et Rouget)
  - Volume 3: England (Enregistré et produit par Peter Kennedy et Alan Lomax)
  - Volume 4: France (Enregistré et produit par Cl. Marcel-Dubois et Maguy Andral)
  - Volume 5: Australia & New Guinea (Enregistré et produit et A. P. Elkin)
  - Volume 6: Scotland (Enregistré et produit par Alan Lomax)
  - Volume 7: Indonesia (Enregistré et produit par Jaap Kunst)
  - Volume 8: Canada (Enregistré et produit par Marius Barbeau)
  - Volume 9: Venezuela (Enregistré et produit par Juan Liscano)
  - Volume 10: British East Africa (Enregistré et produit par Hugh Tracey)
  - Volume 11: Japan, The Ryukyus, Formosa, and Korea (Enregistré et produit par Genjiro Masu)
  - Volume 12: India (Enregistré et produit par Alain Danielou)
  - Volume 13: Spain (Enregistré et produit par Alan Lomax)
  - Volume 14: Yugoslavia (Enregistré par Peter Kennedy, produit par Alan Lomax)
  - Volume 15: Northern and Central Italy (Enregistré et produit par Alan Lomax et Diego Carpitella)
  - Volume 16: Southern Italy and the Islands (Enregistré et produit par Alan Lomax et Diego Carpitella)
  - Volume 17: Bulgaria (Enregistré et produit par A.L. Lloyd)
  - Volume 18: Romania (Enregistré et produit par Tiberiu Alexandru)
7. Negro Prison Songs (Tradition, 1959). Édition commentée d'enregistrements réalisés en 1959 à Parchman Farm, le pénitencier d'État du Mississippi. Premiers enregistrements d'Alan Lomax réalisés avec un magnétophone portable (avant cela il enregistrait avec des studios mobiles, en général sur disques acétate). Ce disque est un retour vers un des lieux de ses premières collectes faites avec son père John Lomax entre 1933 et 1935. C'est un précieux document pour observer les constantes et les évolutions de la musique populaire des États-Unis dans ce quart de siècle très significatif qui va du milieu de l'entre-deux-guerres à la fin des années 1950. Certains titres de cet album seront repris dans les deux séries suivantes.
8. Southern Folk Heritage (Atlantic, 1960, 7 volumes). Compilation sélective et commentée des collectes faites par Alan Lomax et Shirley Collins en 1959 dans le Dixieland et les États proches. Cette compilation est surtout centrée sur la musique des Noirs du sud.
  - Volume 1: Sounds of the South
  - Volume 2: Blue Ridge Mountain Music
  - Volume 3: Roots of the Blues
  - Volume 4: White Spirituals
  - Volume 5: American Folk Songs for Children
  - Volume 6: Negro Church Music
  - Volume 7: The Blues Roll On
9. Southern Journey (Prestige, 1960, 12 volumes). Compilation sélective et commentée des collectes faites par Alan Lomax et Shirley Collins en 1959 et par Alan Lomax en 1960. Cette collection reprend et élargit la précédente compilation, notamment en y intégrant plus de chants et musiques de chanteurs et musiciens blancs.
  - Volume 1: Georgia Sea Islands, Vol. I
  - Volume 2: Georgia Sea Islands, Vol. II
  - Volume 3: Ballads and Breakdowns from the Southern Mountains
  - Volume 4: Banjo Songs, Ballads and Reels from the Southern Mountains
  - Volume 5: Deep South… Sacred and Sinful
  - Volume 6: Folk Songs from the Ozarks
  - Volume 7: All Day Singing from “The Sacred Harp”
  - Volume 8: The Eastern Shores
  - Volume 9: Bad Man Ballads
  - Volume 10: Yazoo Delta Blues and Spirituals
  - Volume 11: Southern White Spirituals
  - Volume 12: Honor the Lamb: The Belleville A Cappella Choir of the Church of God and Saints in Christ
10. Freedom In the Air (SNCC, 1962). Documentaire sonore sur la lutte pour les droits civils, articulé sur la manifestation pour les droits civils de 1961 à Albany, Géorgie,
11. Woody Guthrie: The Library of Congress Recordings (Elektra, 1964, trois disques). Un coffret reprenant une partie des enregistrements faits par Alan Lomax avec Woody Guthrie, qui compose une histoire orale des années 1930 et alterne chansons, commentaires sociaux et remarques à portée historique.

### The Alan Lomax Collection
Cet ensemble comprend quatre séries : The Alan Lomax Collection proprement dite, Jelly Roll Morton Series, Lead Belly Series et Woody Guthrie Library of Congress Recordings. Une large part des trois autres séries est intégrée à la collection. Ce travail, initié par Rounder Records dans les années 1980 est toujours en cours, et partiellement disponible sur Bandcamp et vise à une publication aussi exhaustive que possible du travail d'Alan Lomax comme collecteur, producteur et éditeur. Elle reprend aussi une large partie des livrets et catalogues, publiés ou non, qui commentent richement ces collectes. Pour l'heure, la plus grande partie des publications dues à Lomax est déjà rééditée, enrichie de nombreux titres précédemment écartés.
1. Principales séries :
Jelly Roll Morton: The Complete Library of Congress Recordings (en) : Coffret de 8 disques reprenant la quasi-totalité des enregistrements de 1938, accompagnés d'un livret de 80 pages.
The Spanish Recordings : actuellement 7 volumes. Reprend et complète Folk Songs Of Spain.
Italian Treasury : actuellement 11 volume. Édition de la collecte de 1954-1955, partiellement éditée dans la Columbia World Library Of Folk And Primitive Music et dans quelques albums des années 1950 et 1960 (Music and Song of Italy, 1954, Italian Folk Music: Piedmont, Emilia, Lombardy, 1972, etc.).
Southern Journey[6],[7],[8],[9],[10] : actuellement 13 volumes. Reprend et complète la collection Southern Journey de 1960.
Caribbean Voyage[11] : actuellement 13 volumes. Première publication extensive de cette collecte de 1962 (avec la collecte supplémentaire de 1967 en République dominicaine) dans une large partie des Caraïbes insulaires.
World Library of Folk and Primitive Music : nombre de volumes incertain. Reprend la Columbia World Library Of Folk And Primitive Music. Le projet était de reprendre l'ensemble la collection mais, pour diverses raisons, seule une partie fut rééditée, certains volumes étant désormais indisponibles.
Deep River of Song : Actuellement 12 volumes. Reprend des enregistrements réalisés par John et Alan Lomax pour la Bibliothèque du Congrès entre 1933 et 1946. Sauf deux volumes sur les Bahamas, la collection est centrée sur les enregistrements faits dans le sud des États-Unis.
Classic Louisiana Recordings : 2 volumes. Collecte des musiques cajuns faite entre 1934 et 1937.
Prison Songs : 2 volumes. Reprend des enregistrements des trois collectes faites par Alan Lomax, seul ou avec son père, de 1934 à 1959. Mélange de chants et d'interviews, ceux-ci portant sur la musique ou sur la vie dans les pénitenciers.
Portrait Series : actuellement 10 volumes. Réunion d'enregistrements d'artistes particuliers (Neville Marcano, Fred McDowell[12], Margaret Barry, Hobart Smith, etc.) provenant de diverses collectes (Caraïbes, Grande-Bretagne, États-Unis, etc.). Certains de ces volumes sont des reprises étendues de disques déjà publiés dans ces séries, d'autres des compilations nouvelles ou inédites.
Folk Songs of England, Ireland, Scotland & Wales : Actuellement 10 volumes dont trois « portraits ». Reprend et complète la collection Folk Songs Of Great Britain basée sur les collectes des années 1950.
The Concert and Radio Series : Actuellement 4 volumes. Productions radiophoniques des années 1944-1946 et de 1957 pour l'armée, pour CBS ou pour la BBC.
Jelly Roll Morton Series : actuellement 4 volumes. Contenu commun à celui du coffret The Complete Library of Congress Recordings, mais dans un ordre différent (thématique plutôt que chronologique).
2. Lead Belly Series : actuellement 6 volumes. Reprend une grande partie des enregistrements de Leadbelly par les Lomax sur près de 20 ans, depuis la première campagne de John et Alan en 1933 jusqu'à peu avant la mort de Leadbelly en 1949. Ces enregistrements sont regroupés thématiquement.
3. Woody Guthrie Library of Congress Recordings : 3 disques. Reprend Woody Guthrie: The Library of Congress Recordings de 1964, le complétant.
4. Alan Lomax's American Patchwork[13], 1978 à 1983, Sud et Sud-Ouest américain.